# アメリカン・ソルジャーズ2
『アメリカン・ソルジャーズ2』（THE VETERAN）は、アメリカ合衆国の映画作品。

## キャスト
| 役名         | 俳優                         | 日本語吹替 |
| ------------ | ---------------------------- | ---------- |
| サラ・リード | アリー・シーディ             | 藤生聖子   |
| レイ         | ボビー・ホセア               | 浦山迅     |
| ドク         | マイケル・アイアンサイド     | 村田則男   |
| デニス       | コリン・グレイザー           | 伊藤昌一   |
|              | ショーン・バエク             |            |
|              | ドナルド・バーダ             |            |
|              | ジョセフ・グリフィン         |            |
|              | ケニー・ジョンソン           |            |
|              | ダニエル・カッシュ           |            |
|              | マーティン・コーヴ           |            |
|              | ジェームズ・ウールヴェット   |            |
|              | キャスパー・ヴァン・ディーン |            |

- その他の声の吹き替え：斎藤志郎／滝知史／横尾博之／駒谷昌男／中谷一博／向井修／東城光志／武藤正史／鈴木一敦／ささいけい子／植倉大／黒澤剛史／篠原千佳